# Saguinus melanoleucus
Tamarin blanc
 (février 2008).
Si vous disposez d'ouvrages ou d'articles de référence ou si vous connaissez des sites web de qualité traitant du thème abordé ici, merci de compléter l'article en donnant les références utiles à sa vérifiabilité et en les liant à la section « Notes et références ».
Espèce
Statut de conservation UICN

 LC  : Préoccupation mineure
Statut CITES
Le Tamarin blanc (Saguinus melanoleucus) est une espèce de primate d'Amérique du Sud appartenant à la famille des Cebidae.

## Autres noms
White tamarin, white-mantled tamarin.

## Taxonomie
Parfois intégré parmi les sous-espèces de tamarin à selle (S. fuscicollis).

## Distribution
Petite zone au nord-ouest du Brésil, avec une incursion à l’est du Pérou.

## Sous-espèces
3 ou 0. Incertain. Tamarin blanc (S. m. melanoleucus) : Amazonie brésilienne depuis le haut Rio Juruá à l’ouest jusqu’au Rio Tarauacá à l’est. Tamarin de l’Acre (S. m. acrensis) : Centre de l’État d’Acre entre le haut Rio Juruá à l’ouest et le Rio Tarauacá à l’est (peut-être jusqu’au Rio Purús). Au sud de l’aire de la sous-espèce précédente, dans la continuité. Tamarin de Crandall (S. m. crandalli) : Minuscule zone au sud de la précédente à la frontière Pérou/Brésil.
Les deux dernières sous-espèces pourraient n’être que des formes variables en couleur de l’espèce alors monotypique S. melanoleucus. La dernière sous-espèce pourrait être un hybride de tamarin blanc (S. m. melanoleucus) et de tamarin à selle de Spix (S. f. fuscicollis).

## Hybridation
S’hybride avec le tamarin à selle de Spix (S. f. fuscicollis) dans la région des sources du Rio Juruá (8°40’S et 72°50’O).

## Sympatrie et association
Sympatrique du tamarin empereur barbu (S. i. subgrisescens) sur toute sa distribution.

## Description
Tamarin blanc (S. m. melanoleucus) : Corps et queue blanchâtres à blanc jaunâtre. Tête blanche. Peau faciale noire. L’un des rares primates entièrement blancs. Tamarin de Crandall (S. m. crandalli) : Selle noire et chamois, manteau et bras grisâtres. Croupe et cuisses orangées. Dessous chamois ou presque blanc. Queue brun pâle. Couronne grisâtre. Large bande frontale blanche. Les spécimens de l’Acre ont une selle grisâtre et chamois, une croupe et des cuisses orangées.

## Locomotion
Quadrupède.

## Comportements basiques
Diurne. Arboricole.

## Alimentation
Frugivore-insectivore-exsudativore.

## Conservation
Néant.